# HD 91190
HD 91190 är en misstänkt astrometrisk dubbelstjärna i den norra delen av stjärnbilden Draken. Den har en kombinerad skenbar magnitud av ca 4,86 och är svagt synlig för blotta ögat där ljusföroreningar ej förekommer. Baserat på parallax enligt Gaia Data Release 2 på ca 4,5 mas, beräknas den befinna sig på ett avstånd på ca 720 ljusår (ca 222 parsek) från solen. Den rör sig bort från solen med en heliocentrisk radialhastighet på ca 17 km/s och låg på ett avstånd av 170 ljusår för 2,4 miljoner år sedan.

## Egenskaper
Primärstjärnan HD 91190 är en gul till vit jättestjärna av spektralklass G8 III-IIIb. Den har en massa som är ca 2,4 solmassor, en radie som är ca 10 solradier och har ca 69 gånger solens utstrålning av energi från dess fotosfär vid en effektiv temperatur av ca 5 000 K.